# Lubomysł
Lubomysł – staropolskie imię męskie, zrekonstruowane na podstawie nazwy wsi Lubomyśle, złożone z członów Lubo- ("miły, luby, kochany") i -mysł ("myśleć").
Lubomysł imieniny obchodzi 15 lipca.